# Іван Дятелінка
Іван Дятелінка (словац. Ivan Ďatelinka; 6 березня 1983, м. Топольчани, ЧССР) — словацький хокеїст, захисник. Виступає за «Слован» (Братислава) у Континентальній хокейній лізі.
Вихованець хокейної школи ХК «Топольчани». Виступав за ХК «Топольчани», МХК «Мартін», ХК «Дольний Кубін».
У чемпіонатах Словаччини — 319 матчів (35+49), у плей-оф — 41 матч (3+5). 
У складі національної збірної Словаччини провів 9 матчів. 
Досягнення
- Чемпіон Словаччини (2012)
- Володар Континентального кубка (2009).